# Michael Welch
Michael Alan Welch, ameriški televizijski in filmski igralec, *25. julij 1987, Los Angeles, Kalifornija, Združene države Amerike.

## Biografija
Michael Welch se je rodil 25. julija 1987 v Los Angelesu, Kalifornija, Združene države Amerike, igralsko kariero pa je pričel pri desetih letih v . Je zelo dober prijatelj s svojim kolegom iz serije Joan of Arcadia, Aaronom Himelsteinom, ki tam igra Friedmana. Poznala sta se že pred snemanjem serije, vendar si do začetka le-te nista bila tako blizu.
Michael Welch se je leta 1998 pojavil v filmu Star Trek: Insurrection, kot tudi v serijah Glavca, Fraiser, Dosjeji X, Sedma nebesa, Cold Case, NCIS: Preiskovalci na delu, Without a Trace, Crossing Jordan, The Riches in Birds of Prey in s tem začel svojo igralsko kariero. Leta 2008 je Michael Welch uprizoril Mika Newtona v filmu Somrak, ki temelji na istoimenskem romanu Stephenie Meyer. Isto vlogo je imel tudi v nadaljevanju Somraka, filmu Mlada luna, katerega premiera bo 20. novembra 2009.

## Filmografija
| Leto      | Film                                                        | Vloga                | Opombe                 |
| --------- | ----------------------------------------------------------- | -------------------- | ---------------------- |
| 1998      | Frasier                                                     | Mladi Niles          | TV, 1 epizoda          |
| 1998      | Veronica's Closet                                           | Aaron                | TV, 1 epizoda          |
| 1998      | Chicago Hope                                                | Lama Topa Rinpoche   | TV, 1 epizoda          |
| 1998      | Star Trek: Insurrection                                     | Artim                | Young Artist Award     |
| 1998–1999 | Two Guys, a Girl and a Pizza Place                          | Michael Rush         | TV, 3 epizode          |
| 1999      | Sedma nebesa                                                | Donovan Birbeck      | TV, 1 epizoda          |
| 1999      | Walker, Texas Ranger                                        | Adam Crossland       | TV, 1 episode          |
| 1999      | Villains Revenge                                            | Peter Pan            | glas                   |
| 1999      | The Norm Show                                               | Jimmy                | TV, 1 epizoda          |
| 1999      | Jesse                                                       | Gabe                 | TV, 3 epizode          |
| 2000      | American Adventure                                          | Kevin                | televizijski film      |
| 2000      | Ladies Man                                                  | Kyle                 | TV, 1 epizoda          |
| 2000      | Shasta McNasty                                              | Jeff                 | TV, 1 epizoda          |
| 2000      | Straight Right                                              | Joey Geddes          |                        |
| 2000      | The Pretender                                               | Eric Gantry          | TV, 1 epizoda          |
| 2000      | Personally Yours                                            | Sam Stanton          | televizijski film      |
| 2000      | The Drew Carey Show                                         | Scout #1             | TV, 1 epizoda          |
| 2001      | Delivering Milo                                             | G. Owen              |                        |
| 2001      | Glavca                                                      | Josh                 | TV, 1 epizoda          |
| 2001      | Dosjeji X                                                   | Trevor               | TV, 1 epizoda          |
| 2001      | The Ballad of Lucy Whipple                                  | Butte Whipple        | televizijski film      |
| 2001      | The Invisible Man                                           | Adam Reese           | TV, 1 epizoda          |
| 2001      | Touched by an Angel                                         | Robbie McGregor      | TV, 1 epizoda          |
| 2001      | The District                                                | Christian Gilroy     | TV, 1 epizoda          |
| 2001      | Mickey's Magical Christmas: Snowed in at the House of Mouse | Pinocchio            | glas                   |
| 2001      | Naša sodnica                                                | Mike Amble           | TV, 1 epizoda          |
| 2001–2002 | House of Mouse                                              | Pinocchio            | TV, glas               |
| 2002      | Rocket Power: Race Across New Zealand                       |                      | TV, glas               |
| 2002      | The Angel Doll                                              | Majhen Jerry Barlow  |                        |
| 2002      | Birds of Prey                                               | 14-letni fant        | TV, 1 epizoda          |
| 2002      | Na kraju zločina                                            | Todd Branson         | TV, 1 epizoda          |
| 2003      | The United States of Leland                                 | Ryan Pollard         |                        |
| 2003      | Zvezdna vrata SG-1                                          | Mladi Jack O'Neill   | TV, 1 epizoda          |
| 2003–2004 | Fillmore!                                                   | Cockney Kid          | TV, 2 epizodi          |
| 2003–2005 | Joan of Arcadia                                             | Luke Girardi         | TV; Young Artist Award |
| 2005      | Without a Trace                                             | Lance                | TV, 1 epizoda          |
| 2005      | Strong Medicine                                             | Win                  | TV, 1 epizoda          |
| 2005      | Cold Case                                                   | Daniel Potter - 1972 | TV, 1 epizoda          |
| 2006      | NCIS: Preiskovalci na delu                                  | Kody Meyers          | TV, 1 epizoda          |
| 2006      | Crossing Jordan                                             | Josh Winter          | TV, 1 episode          |
| 2006      | All the Boys Love Mandy Lane                                | Emmet                |                        |
| 2007      | An American Crime                                           | Teddy Lewis          |                        |
| 2007      | Law & Order: Special Victims Unit                           | Scott Heston         | TV, 1 episode          |
| 2007      | Choose Connor                                               | Max                  |                        |
| 2007      | The Beautiful Ordinary                                      | Stephen              |                        |
| 2007      | Numb3rs                                                     | Kyle Clippard        | TV, 1 epizoda          |
| 2007      | Na kraju zločina: Miami                                     | Shane Partney        | TV, 1 epizoda          |
| 2008      | American Son                                                | Goldie               |                        |
| 2008      | Day of the Dead                                             | Trevor Bowman        |                        |
| 2008      | The Riches                                                  | Ike                  | TV, 4 epizode          |
| 2008      | The Grind                                                   | Josh                 |                        |
| 2008      | My Suicide                                                  | Earl                 |                        |
| 2008      | The Thacker Case                                            | Kevin Thacker        |                        |
| 2008      | Somrak                                                      | Mike Newton          |                        |
| 2008      | Lost Dream                                                  | Perry                |                        |
| 2009      | Na kraju zločina                                            | Steuben Lorenz       | TV, 1 epizoda          |
| 2009      | Rough Hustle                                                | Jimmy                | post-produkcija        |
| 2009      | Mlada luna                                                  | Mike Newton          | post-produkcija        |
| 2010      | Unrequited                                                  | Ben Jacobs           | post-produkcija        |
| 2010      | Mrk                                                         | Mike Newton          | post-produkcija        |